# Vampyr
Vampyr (с нем. — «Вампир») — немецкая хеви-метал группа, основанная в 1983 году и просуществовавшая до 1988 года.

## История
Группа была основана в немецком городе Ульм в 1983 году гитаристами Ральфом Холлмером и Карлом Томашко, позднее перешедшим в группу Tyrant. Немного позже в группу включились братья Стерзики — Любош (электрогитара) и Роман (ударные). Ещё позже группа была доукомплектована вокалистом Вольфгангом Шварцем и басистом Маркусом Мейером. В 1985 году при этом составе коллектив выпустил свой первый и единственный студийный альбом Cry Out for Metal, весь материал которого был написан гитаристом Ральфом Холлмером. Альбом вышел на лейбле Hot Blood Records, являющимся дочерним отделением GAMA International. Музыкально, альбом являл собой отточенный спид/хэви-метал, с некоторыми элементами все набирающего в то время огромную популярность треш-метала. Всего было продано больше 6000 копий этого альбома. В октябре 2008 года американская компания StormSpell Records выпустила 1000 копий переиздания альбома Cry Out for Metal на CD, с новой обложкой, куда также вошли и видеозаписи всех песен группы. В июне 2014 года этот альбом был ещё раз переиздан, на этот раз немецким лейблом Heavy Forces Records в лимитированном количестве 350 экземпляров, укомплектованных постером со снимком группы в формате А2.
В 1988 году группа распалась, так и не успев выпустить второй студийный альбом. Причиной этому послужили разногласия между музыкантами и звукозаписывающим лейблом. Компания настаивала на ещё более жестком, грубом звучании нового альбома, подражающему стилю трэш-метал и ведущим группам этого жанра, такой как Slayer, группа же была настроена против, в частности, по словам Ральфа Холлмера, коллектив хотел сделать музыку для нового альбома хотя бы в духе Judas Priest. Кроме того, было отменено турне с Helloween.
Судьба участников на сегодняшний день:
- Ральф Холлмер — продолжает играть в другой группе, на данный момент в группе JAM.[7]
- Вольфганг Шварц — принимал участие в нескольких группах. В дальнейшем начал сольную карьеру под псевдонимом Брендон Вольф (Brandon Wolfe). Сейчас работает продюсером именно под данным псевдонимом.[8]
- Братья Любош и Роман Стерзики — проживают в Испании, там же владеют несколькими ресторанами. Любош непродожительное время играл в группе Tyrant и принял участие в записи живого альбома Live and Crazy этой группы в 1990 году.
- Маркус Мейер — на данный момент живёт и работает в Токио.[9]

## Имидж
Коллектив стал одним из первых в Германии, кто начал активно применять и популяризировать огромные металлические шипы на кожаной одежде, создавая тем самым ещё более устрашающий, ещё более «металлизированный» и варварский облик, что вкупе с довольно энергичной музыкой в стиле хэви/спид-метал стало решающим для известности и успеха среди металлистов 1980-х. Увидеть это можно как и на фотографиях группы, так и на видеозаписях выступлений группы.

## Дискография
Cry Out for Metal
Все тексты и музыка написаны Ральфом Холлмером.
| №                   | Название            | Длительность |
| ------------------- | ------------------- | ------------ |
| 1.                  | «Oath»              | 0:43         |
| 2.                  | «Sinner»            | 4:53         |
| 3.                  | «Indianapolis»      | 3:42         |
| 4.                  | «Hell Bent Angels»  | 3:42         |
| 5.                  | «Scytherman»        | 2:58         |
| 6.                  | «Mercy Killing»     | 3:40         |
| 7.                  | «Metal Hymn '86»    | 4:49         |
| 8.                  | «Warrior»           | 3:48         |
| 9.                  | «Breaking Metal»    | 3:33         |
| 10.                 | «Vampyr»            | 3:00         |
| Общая длительность: | Общая длительность: | 41:02        |

- Песни Indianapolis и Sinner вошли в испанский сборник Metal Attack (Vol. 3) в 1990 году.[10]

- Песня Metal Hymn '86 в 1993 году вошла в сборник Speed Metal Vol.1[6]

- Песня Indianapolis вошла в неофициальный сборник The Metal Museum, Vol.18: Speed Metal в 2006 году.[11]

- Песня Mercy Killing вошла в немецкий сборник под названием Speedrevolution, выпущенный лейблом Cosmus Tontrager.

## Участники
- Вольфганг Шварц — вокал (1983—1988)
- Ральф Холлмер — электрогитара (1983—1988)
- Любош Стерзик — электрогитара (1983—1988)
- Маркус Мейер — бас-гитара (1983—1988)
- Роман Стерзик — ударные (1983—1988)

- Том Крюгер — миксинг